# Campionati europei di atletica leggera 2010 - 1500 metri piani femminili
La competizione si è svolta tra il 30 e il 1º agosto 2010.

## Podio
| #       | Atleta            | Nazionalità | Tempo   | Note |
| ------- | ----------------- | ----------- | ------- | ---- |
| Oro     | Nuria Fernández   | Spagna      | 4:00.20 | PB   |
| Argento | Hind Dehiba       | Francia     | 4:01.17 |      |
| Bronzo  | Natalia Rodríguez | Spagna      | 4:01.30 | SB   |

## Record
Prima di questa competizione, il record del mondo (RM), il record europeo (EU) ed il record dei campionati (RC) sono i seguenti:
| Record                | Prestazione | Atleta                   | Data                            | Competizione                                |
| --------------------- | ----------- | ------------------------ | ------------------------------- | ------------------------------------------- |
| Record mondiale       | 3:50.46     | Qu Yunxia Cina           | 11 settembre 1993 Pechino, Cina |                                             |
| Record europeo        | 3:52.47     | Tat'jana Kazankina       | 13 agosto 1980 Zurigo, Svizzera |                                             |
| Record dei campionati | 3:56.91     | Tat'jana Tomašova Russia | 13 agosto 2006 Göteborg, Svezia | Campionati europei di atletica leggera 2006 |

## Programma
| Data           | Ora   | Turno    |
| -------------- | ----- | -------- |
| 30 luglio 2010 | 20:00 | 1º turno |
| 1º agosto 2010 | 21:15 | Finale   |

## Risultati

### 1º turno
Passano i primi 12 con i migliori tempi tra le due batterie

#### Batteria 1
| Pos | Corsia | Nome              | Nazionalità | Tempo   | Note  |
| --- | ------ | ----------------- | ----------- | ------- | ----- |
| 1   | 7      | Anna Al'minova    | Russia      | 4:04.14 | Q     |
| 2   | 2      | Fanjanteino Félix | Francia     | 4:04.75 | Q     |
| 3   | 8      | Natalia Rodríguez | Spagna      | 4:04.95 | Q, SB |
| 4   | 4      | Oksana Zbrožek    | Russia      | 4:05.18 | Q     |
| 5   | 10     | Hanna Miščenko    | Ucraina     | 4:05.59 | q     |
| 6   | 3      | Stephanie Twell   | Regno Unito | 4:05.63 | q     |
| 7   | 5      | Sylwia Ejdys      | Polonia     | 4:05.76 | q     |
| 8   | 1      | Hannah England    | Regno Unito | 4:06.03 | q     |
| 9   | 11     | Natallja Karėjva  | Bielorussia | 4:06.89 |       |
| 10  | 9      | Binnaz Uslu       | Turchia     | 4:12.04 |       |
| -   | 6      | Sultan Haydar     | Turchia     | -       | DNF   |

#### Batteria 2
| Pos | Corsia | Nome                   | Nazionalità | Tempo   | Note |
| --- | ------ | ---------------------- | ----------- | ------- | ---- |
| 1   | 7      | Aslı Çakır             | Turchia     | 4:05.53 | Q    |
| 2   | 2      | Lisa Dobriskey         | Regno Unito | 4:06.00 | Q    |
| 3   | 5      | Nuria Fernández        | Spagna      | 4:06.03 | Q    |
| 4   | 8      | Hind Dehiba            | Francia     | 4:06.17 | Q    |
| 5   | 1      | Renata Pliś            | Polonia     | 4:07.20 |      |
| 6   | 11     | Ingvill Måkestad Bovim | Norvegia    | 4:07.49 |      |
| 7   | 4      | Natal'ja Evdokimova    | Russia      | 4:08.08 |      |
| 8   | 6      | Charlotte Schönbeck    | Svezia      | 4:09.42 | PB   |
| 9   | 10     | Lindsey de Grande      | Belgio      | 4:10.24 | PB   |
| 10  | 9      | Susan Kuijken          | Paesi Bassi | 4:11.03 |      |
| 11  | 12     | Marina Munćan          | Serbia      | 4:19.32 |      |
| -   | 3      | Liliana Barbulescu     | Romania     | -       | DNF  |

#### Sommario
| Pos | Batteria | Corsia | Nome                   | Nazionalità | Tempo   | Note  |
| --- | -------- | ------ | ---------------------- | ----------- | ------- | ----- |
| 1   | 1        | 7      | Anna Al'minova         | Russia      | 4:04.14 | Q     |
| 2   | 1        | 2      | Fanjanteino Félix      | Francia     | 4:04.75 | Q     |
| 3   | 1        | 8      | Natalia Rodríguez      | Spagna      | 4:04.95 | Q, SB |
| 4   | 1        | 4      | Oksana Zbrožek         | Russia      | 4:05.18 | Q     |
| 5   | 2        | 7      | Aslı Çakır             | Turchia     | 4:05.53 | Q     |
| 6   | 1        | 10     | Hanna Miščenko         | Ucraina     | 4:05.59 | q     |
| 7   | 1        | 3      | Stephanie Twell        | Regno Unito | 4:05.63 | q     |
| 8   | 1        | 5      | Sylwia Ejdys           | Polonia     | 4:05.76 | q     |
| 9   | 2        | 2      | Lisa Dobriskey         | Regno Unito | 4:06.00 | Q     |
| 10  | 1        | 1      | Hannah England         | Regno Unito | 4:06.03 | q     |
| 10  | 2        | 5      | Nuria Fernández        | Spagna      | 4:06.03 | Q     |
| 12  | 2        | 8      | Hind Dehiba            | Francia     | 4:06.17 | Q     |
| 13  | 1        | 11     | Natallja Karėjva       | Bielorussia | 4:06.89 |       |
| 14  | 2        | 1      | Renata Pliś            | Polonia     | 4:07.20 |       |
| 15  | 2        | 11     | Ingvill Måkestad Bovim | Norvegia    | 4:07.49 |       |
| 16  | 2        | 4      | Natal'ja Evdokimova    | Russia      | 4:08.08 |       |
| 17  | 2        | 6      | Charlotte Schönbeck    | Svezia      | 4:09.42 | PB    |
| 18  | 2        | 10     | Lindsey de Grande      | Belgio      | 4:10.24 | PB    |
| 19  | 2        | 9      | Susan Kuijken          | Paesi Bassi | 4:11.03 |       |
| 20  | 1        | 9      | Binnaz Uslu            | Turchia     | 4:12.04 |       |
| 21  | 2        | 12     | Marina Munćan          | Serbia      | 4:19.32 |       |
|     | 2        | 3      | Liliana Barbulescu     | Romania     |         | DNF   |
|     | 1        | 6      | Sultan Haydar          | Turchia     |         | DNF   |

### Finale
| Pos     | Corsia | Nome              | Nazionalità | Tempo   | Note |
| ------- | ------ | ----------------- | ----------- | ------- | ---- |
| Oro     | 5      | Nuria Fernández   | Spagna      | 4:00.20 | PB   |
| Argento | 1      | Hind Dehiba       | Francia     | 4:01.17 |      |
| Bronzo  | 9      | Natalia Rodríguez | Spagna      | 4:01.30 | SB   |
| 4       | 2      | Lisa Dobriskey    | Regno Unito | 4:01.54 |      |
| 5       | 10     | Stephanie Twell   | Regno Unito | 4:02.70 | PB   |
| 6       | 11     | Fanjanteino Félix | Francia     | 4:04.16 |      |
| 7       | 6      | Oksana Zbrožek    | Russia      | 4:04.91 | SB   |
| 8       | 7      | Hannah England    | Regno Unito | 4:05.07 |      |
| 9       | 8      | Hanna Miščenko    | Ucraina     | 4:07.22 |      |
| 10      | 4      | Sylwia Ejdys      | Polonia     | 4:24.82 |      |
| dq      | 3      | Aslı Çakır        | Turchia     | 4:02.17 |      |
| dq      | 12     | Anna Al'minova    | Russia      | 4:02.24 |      |